# Zelená kniha (film)
Zelená kniha (v anglickém originále Green Book) je americký dramatický životopisný film z roku 2018, který režíroval Peter Farrelly. Děj filmu je zasazen do roku 1962 a vypráví o turné jazzového pianisty Dona Shirleyho (Mahershala Ali) po segregačních státech jihu USA; šoféra a bodyguarda mu na cestě dělá vyhazovač Tony „Lip“ Vallelonga (Viggo Mortensen). Scénář napsali Farrelly, Brian Hayes Currie a Nick Vallelonga, syn Tonyho Vallelongy. Název filmu je převzat z amerického motoristického průvodce The Negro Motorist Green Book, který sloužil Afroameričanům, aby věděli, které motely a restaurace jsou určené také či výhradně „pro barevné“.
Film měl celosvětovou premiéru na Mezinárodním filmovém festivalu v Torontu v září 2018, kde získal ocenění publika. Ve Spojených státech amerických měl premiéru 16. listopadu 2018 a v České republice 31. ledna 2019. Film získal pozitivní recenze od kritiků i diváků. S rozpočtem 23 milionů dolarů utržil celkem 144 milionů dolarů. Snímek obdržel řadu cen. Na 91. ročníku udílení Oscarů získal tři ceny: Oscar za nejlepší film, Oscar za nejlepší původní scénář a Oscar za nejlepší mužský herecký výkon ve vedlejší roli (Mahershala Ali). K tomu byl ještě dvakrát nominovaný, a to na ceny: Oscar za nejlepší mužský herecký výkon v hlavní roli (Viggo Mortensen) a Oscar za nejlepší střih. Na 76. ročníku udílení Zlatých glóbů obdržel rovněž tři ceny a dvě další nominace. Byl oceněn cenami: Zlatý glóbus za nejlepší film (komedie / muzikál), Zlatý glóbus za nejlepší mužský herecký výkon ve vedlejší roli (Mahershala Ali) a Zlatý glóbus za nejlepší scénář.

## Děj
Newyorský vyhazovač Frank „Tony Pysk“ Vallelonga je nucen si začít hledat novou práci poté, co je noční klub, ve kterém pracoval, uzavřen kvůli renovaci. Přes známé se dozví o možnosti stát se řidičem Dona Shirleyho, afroamerického jazzového pianisty, který se chystá na turné po středozápadních a jižních státech USA. Tony Vallelonga práci dostane díky své pověsti člověka, který si dokáže vždy poradit. Turné má trvat osm týdnů a skončit návratem do New Yorku na Štědrý večer. Před cestou Tony obdrží Zelenou knihu, motoristického průvodce pro Afroameričany při cestě po segregačním jihu USA.
Turné začíná na středozápadě, pak se přesune na jih USA. Cestu provází rozpory mezi Tonym a Donem; Tony se nehodlá nechat poučovat a kultivovanému Donovi se nelíbí jeho nevybíravé způsoby. V průběhu cesty se začne jejich vztah proměňovat. Tony začne být okouzlen Shirleyho hudebním talentem a začne vnímat sílící diskriminaci, které musí Shirley na jihu USA čelit. Tony během turné Shirleyho několikrát ochrání před nenávistí místních obyvatel. Na oplátku Shirley pomáhá Tonymu psát dopisy jeho ženě. Později je Shirley zatčen kvůli homosexuálnímu styku. Tony podplatí policisty, aby zabránil jeho zatčení. Následně je zastaví policijní hlídka. Během kontroly policista urazí Tonyho, který ho napadne, což vede k jejich zatčení. Na policejní stanici se Don domůže telefonního hovoru svému „právníkovi“, přičemž zatelefonuje ministru spravedlnosti Robertu F. Kennedymu, který zařídí jejich okamžité propuštění. Incident vede k novému konfliktu mezi Tonym, kterého tato zkušenost pobavila, a Donem, který se za ni stydí. Během hádky se Tony na Dona oboří, že je více „černý“ než on, jelikož je chudý, nevzdělaný a musí se protloukat, jak umí. Don projeví svou bolest z osamocení a pocit, že nepatří ani do světa bílých, ani do světa „barevných“.
Poslední večer koncertního turné se odehrává na bývalé plantáži ve městě Birmingham (Alabama). Shirleymu personál zakáže večeřet v restauraci, která je určena jen pro bílé. Tony se nyní snaží udělat vše pro to, aby Shirley mohl v restauraci večeřet, což se nepodaří. Odjedou proto na večeři do bluesového baru, kde Shirley předvede úžasný výkon na klavír. Poslední vystoupení turné se tak neuskutečnilo a je tím porušen kontrakt. Don a Tony se pak vrací do New Yorku, aby Tony stihl Vánoce se svojí rodinou. Společnými silami to stihnou, přičemž Tony pozve Dona na rodinnou večeři. Ten nejdříve odmítne, ale nakonec se vrátí. Tonyho rodina ho přes počáteční rozpaky nakonec mezi sebe vřele přijme.

## Obsazení
- Viggo Mortensen jako Tony Lip
- Mahershala Ali jako Don Shirley
- Linda Cardellini jako Dolores Vallelonga
- Dimeter Marinov jako Oleg
- Mike Hatton jako George
- Iqbal Theba jako Amit
- Sebastian Maniscalco jako Johnny Venere
- P.J. Byrne jako producent
- Dennis W. Hall jako chytrý muž
- Randal Gonzalez jako Gorman

## Produkce
Peter Farrelly film zrežíroval a napsal k němu scénář společně se synem Tonyho „Pyska“ Vallelongy Nickem Vallelongou a Brianem Hayes Curriem. Produkce filmu byla zahájena v New Orleans.

## Přijetí

### Ocenění
Film obdržel celkem 99 nominací, z čehož proměnil 38 cen. Na 91. ročníku udílení Oscarů získal celkem pět nominací, z nichž proměnil tři: Oscar za nejlepší film, Oscar za nejlepší původní scénář a Oscar za nejlepší mužský herecký výkon ve vedlejší roli (Mahershala Ali). Na 76. ročníku udílení Zlatých glóbů obdržel rovněž tři ceny a dvě další nominace. Byl oceněn cenami: Zlatý glóbus za nejlepší film (komedie / muzikál), Zlatý glóbus za nejlepší mužský herecký výkon ve vedlejší roli (Mahershala Ali) a Zlatý glóbus za nejlepší scénář. Čtyřikrát nominovaný byl na 72. ročníku udílení Filmových cen Britské akademie, kdy proměnil jen jednu cenu: cena BAFTA za nejlepší mužský herecký výkon ve vedlejší roli (Mahershala Ali). Na 24. ročníku udílení Critics' Choice Movie Awards byl sedmkrát nominovaný, ale cenu si odnesl jen Mahershala Ali za nejlepší mužský herecký výkon ve vedlejší roli.